# Бескид (футбольный клуб)
«Бескид» (укр. Футбольний клуб «Бескид») — украинский футбольный клуб из города Надворная (Ивано-Франковская область). Выступает в Чемпионате Ивано-Франковской области по футболу. В сезоне 1993/94 выступал в переходной лиге чемпионата Украины.

## Прежние названия
- 1927—1938: «Бескид»
- 50-е—60-е: «Нефтяник»
- 70-е—80-е: «Быстрица»
- 1991: «Бескид»
- 1992: «Бескид-ТИМ»
- 1993—н. в.: «Бескид»

## История
В 1927 году украинская интеллигенция Надворной организовала спортивный клуб «Бескид». «Бескид» стал одним из немногих украинских клубов, вошедших в польские футбольные структуры, а также имел собственный стадион в соседнем Пневе. Известно, что в 1929 году «Бескид» провёл 17 матчей, что являлось очень высоким показателем
В 1928 году «Бескид» первым среди украинских клубов Станиславщины, и вторым с учётом Галичины (после львовской «Украины») вступил в Польский союз футбола (далее — PZPN). «Бескид» семь сезонов провёл в классе «С», а в 1935 году команда завоевала путёвку в класс «Б». В дебютном сезоне новичок сходу добыл место в финале класса «Б», заняв вторую строчку после станиславского «Пролома», обыгранного по ходу турнира по сумме двух встреч (5:2 и 1:1). Весной 1936 року в финальном турнире «Бескид» уступил польскому «Штрельцу» из Брошнева (1:3 и 0:1) и был остановлен за шаг до выхода в класс «А». В 1938 году «Бескид» покинул PZPN.
После Второй мировой войны футбольная команда в Надворной возрождается под названием «Нефтяник». В 1952 году надворнянцы завоёвывают первые серебряные медали областного первенства, а в 1963 году — первые золотые. Дважды «Нефтяник» играл переходные матчи за право выступать среди команд мастеров класса «Б» чемпионата СССР, по оба раза уступал ивано-франковскому «Спартаку». Также дважды команда выступала в первенстве УССР среди КФК. В 1965 году «Нефтяник» был вторым в группе из восьми команд, а в 1966 году — пятым.
С конца 70-х годов «Нефтяник» переименовывают в «Быстрицу» в честь городской команды 20-х—30-х годов, представлявшей польское население и выступавшей в классе «А» чемпионата PZPN параллельно с «Бескидом» (украинское население). Игроки «Быстрицы» 70-х—80-х дважды становились обладателями Кубка (1979, 1987), а в 1988 году — чемпионами области. Дважды команда играла в чемпионате УССР среди КФК. В 1988 году — 8 место из 10 команд, в 1989 году — 12 из 12.
В 1991 году надворнянцы возвращают название «Бескид», а в 1992 меняют его на «Бескид-ТИМ», созвучное с названием спонсора. Под этим названием команда становилась серебряным призёром областного чемпионата и получила право в сезоне 1993 года выступать в первенстве Украины среди любителей. В этом турнире надворнянцы уверенно победили в своей группе и завоевали путёвку в переходную лигу. Сезон 1993/94 гг. «Бескид» провёл в профессиональной третьей лиге, где занял итоговое 15 место из 18 команд, однако по регламенту из турнира выбывало сразу шесть команд, и соответственно выбыл и «Бескид».
С 1994 года «Бескид» выступает на любительском уровне. В этот период клуб становился обладателем областного Кубка (1994, 1998), серебряным (1999) и бронзовым (1998, 2001) призёром чемпионата. В 2009 году занимал 8 место, в 2010 — 10.

## Достижения
- Победитель чемпионата Ивано-Франковской области (3): 1963, 1965, 1988[3]
- Серебряный призёр чемпионата Ивано-Франковской области (7): 1952, 1962, 1964, 1966, 1967, 1970, 1999
- Бронзовый призёр чемпионата Ивано-Франковской области (5): 1968, 1987, 1992, 1998, 2001
- Обладатель Кубка Ивано-Франковской области (4): 1979, 1987, 1994, 1998
- Обладатель Суперкубка Ивано-Франковской области (1): 1987
- Обладатель Кубка «Рабочей газеты» (1): 1986
- Обладатель Кубка газеты «Работническо дело» (Болгария) (1): 1987
- Победитель зонального турнира любительской лиги (1): 1993
- Обладатель Кубка Мирослава Думанского (1): 1998